# Kunstmuseum din Basel

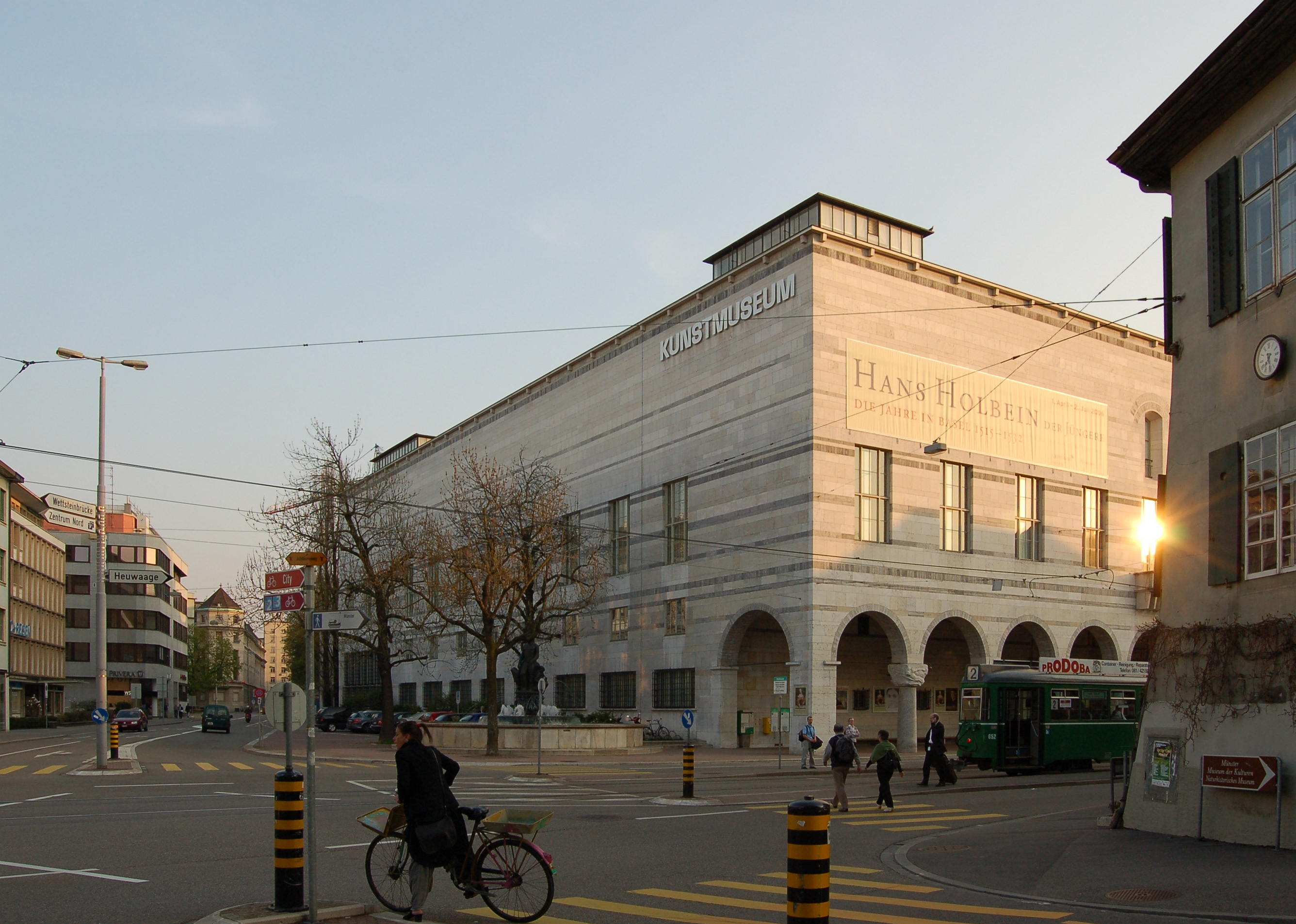
Vedere din stradă

Kunstmuseum se află situat în St. Alban-Graben 16 din Basel în Elveția; este un muzeu de artă antică și modernă.

## Istoria
Sediul acestui muzeu se află într-o clădire de la sfârșitul anilor 1920.
Edificiul, care în exterior se prezintă ca un mare bloc pătrat, este în fapt articulat în 4 brațe dispuse în jurul unei vaste curți centrale.
În curte au fost plasate sculpturile unor mari artiști precum: Auguste Rodin, Alexander Calder, Eduardo Chillida și mulți alții.
În clădire, pe lângă colecția permanentă, care se întinde pe două etaje, este aranjat și „Kupferstichkabinett” (salonul de gravuri și de stampe).
Această parte a muzeului este deosebit de importantă pentru desenele și stampele germane din sec. al XVI-lea, se remarcă nucleul de desene ale lui Paul Cézanne precum și vasta colecție a desenelor și stampelor de la începutul sec. al XX-lea.
Colecția muzeului merge de la pictura sec. al XV-lea la producția artistică internațională a primilor ani ai deceniului al șaselea din secolul trecut (1960.
Cubismul este reprezentat în așa manieră încât provoacă invidia oricărei muzeu din lume, cu capodopere de Pablo Picasso, Georges Braque, Fernard Léger și Juan Gris.
Alâi artiști reprezentați sunt: Claude Monet, Camille Pissarro, Paul Cézanne, Vincent Van Gogh, Henri Matisse, Marc Chagall, Paul Klee, Vasily Kandinsky.
Foarte bine reprezentat este și suprarealismul cu Max Ernst, René Magritte, Salvador Dalí și Joan Mirò.

## Capodopere

### Paul Cézanne
- Muntele Sainte-Victoire (1905)

### Vincent Van Gogh
- Marguerite Gachet la pian (1890)